# Kastanozem

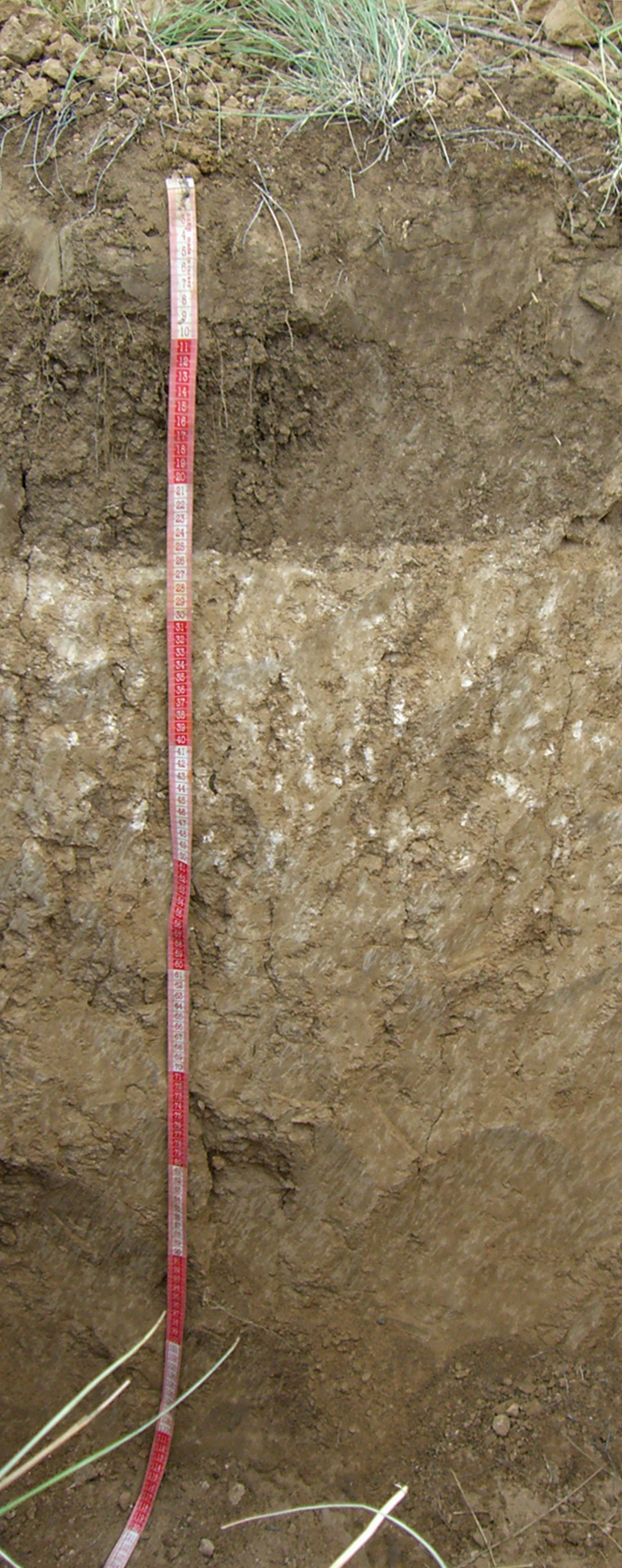
Profil de sol châtain près de Volgograd

Un kastanozem (ou castanozem, castanoziom, sol châtain) est un type de sol de climat continental. Il présente en profondeur des accumulations de carbonate ou sulfate de calcium à moins de 1,25 m de la surface,,. Son horizon A est mollique, c'est-à-dire à saturation en bases élevée et à teneur en matière organique modérée à élevée.
Il a fait partie de la nomenclature pédologique internationale proposée par la FAO à la suite de l'élaboration de la carte mondiale des sols en 1974 (révisée en 1988). Dans la Base de référence mondiale pour les ressources en sols les Kastanozems sont un groupe de référence.

## Répartition
C'est un sol typique des steppes eurasiennes : sud de l'Ukraine, sud de la Russie, Kazakhstan et nord de la Mongolie.